# 神戸ジャズタイム
『神戸ジャズタイム』（こうべジャスタイム）は、ラジオ関西が放送する音楽番組である。1997年に放送を開始した当初は毎週日曜日の放送で、プロ野球シーズンオフ（年度下半期編成）期間中は2時間、シーズン中（上半期編成）は30分と時間枠が変動する形になっていた。2004年上半期編成から毎週月曜日深夜（火曜日未明）1:00~1:30の放送に移った。
神戸は日本のジャズ発祥の地ということで、ラジオ関西では特にジャズ専門の番組を数多く放送してきたが、2004年3月（2003年度下半期編成）を最後に『ホットジャズライン』という長寿番組が終了し、この番組は2004年4月（2004年度上半期編成）以後は同局で唯一ジャズを専門に扱う音楽番組とされていた。毎回季節に応じたもの、あるいは特定のジャズアーチストを取り上げた特集を放送していたが、毎月最終週はリスナーから寄せられたリクエストに応える特集コーナーとなっていた。
番組はジャズ音楽研究家（姫路ジャズメイツ代表者）の人見恭一郎が本来司会を務めていたが、2004年8月から人見が病気療養のため、暫定的にジャズシンガーのキャンディー浅田が担当。2004年9月27日放送を最後に終了した。なお、人見はその後2005年3月24日に病気により死去（享年68）した。